# Peggy Sue Got Married
Peggy Sue Got Married is een Amerikaanse komedie-fantasyfilm uit 1986 onder regie van Francis Ford Coppola. De productie werd genomineerd voor onder meer de Academy Awards voor beste cinematografie, beste kostuums en beste actrice (Kathleen Turner). Daarnaast waren er meerdere nominaties zowel voor een Golden Globe als voor een Saturn Award.

## Verhaal
Huisvrouw Peggy Sue (Kathleen Turner) gaat plotseling terug in de tijd en beleeft haar schooltijd op een schoolreünie opnieuw. Als ze de gelegenheid krijgt om het verleden te veranderen, krijgt een voorgenomen scheiding een bijzondere wending.

## Rolverdeling
| Acteur             | Personage           |
| ------------------ | ------------------- |
| Kathleen Turner    | Peggy Sue           |
| Nicolas Cage       | Charlie Bodell      |
| Barry Miller       | Richard Norvik      |
| Catherine Hicks    | Carol Heath         |
| Joan Allen         | Maddy Nagle         |
| Kevin J. O'Connor  | Michael Fitzsimmons |
| Jim Carrey         | Walter Getz         |
| Lisa Jane Persky   | Delores Dodge       |
| Lucinda Jenney     | Rosalie Testa       |
| Wil Shriner        | Arthur Nagle        |
| Barbara Harris     | Evelyn Kelcher      |
| Don Murray         | Jack Kelcher        |
| Sofia Coppola      | Nancy Kelcher       |
| Maureen O'Sullivan | Elizabeth Alvorg    |
| Leon Ames          | Barney Alvorg       |
| Randy Bourne       | Scott Bodell        |
| Helen Hunt         | Beth Bodell         |
| Don Stark          | Doug Snell          |
| Ginger Taylor      | Janet               |
| Sigrid Wurschmidt  | Sharon              |
| Glenn Withrow      | Terry               |
| Harry Basil        | Leon                |
| John Carradine     | Leo                 |
| Sachi Parker       | Lisa                |
| Vivien Straus      | Sandy               |